# لاباشی مردوک
لاباشی مردوک (Labashi-Marduk) پنجمین و آخرین پادشاه امپراتوری بابلی نو بود که در سال 556 قبل از میلاد حکومت کرد. او پسر و جانشین نریگلیسار بود و در حالی به سلطنت رسید که هنوز بچه بود. بعد از نه ماه، او در توطئه‌ای به رهبری نبونعید و پسرش بلشاصر به قتل رسید.